# Merton (Norfolk)
Merton is een civil parish in het bestuurlijke gebied Breckland, in het Engelse graafschap Norfolk met 133 inwoners.